# Conferenza di Cartagine (411)
La conferenza di Cartagine (in latino Conlatio Carthaginiensis) è una riunione di vescovi cattolici e donatisti delle province romane dell'Africa riuniti a Cartagine nel 411.

## Premesse
Nato in seguito alla conclusione della persecuzione dioclezianea, il donatismo si fondava sulla convinzione - presente nella Chiesa dell'Africa romana già nel III secolo - che il valore dei sacramenti dipendesse dalle qualità dei ministri che li somministravano. I donatisti, seguendo l'esempio di Cipriano di Cartagine, ripetevano il battesimo somministrato da persone riconosciute colpevoli di peccati gravi come l'apostasia o l'eresia e ritenevano che la macchia dei vescovi indegni si trasmettesse ai vescovi da loro ordinati. I donatisti crearono una vera e propria Chiesa separata, dotata di un proprio clero e di proprie chiese, cimiteri e feste.
La Chiesa e gli imperatori da Costantino in poi tentarono di reprimere il movimento con misure repressive (confische delle chiese e dei beni). Le persecuzioni, tuttavia, se bloccarono per qualche tempo l'espansione dello scisma, non riuscirono a porre fine al conflitto. Ancora alla fine del IV secolo in nordafrica i donatisti erano superiori in numero ai cattolici: a un sinodo tenuto a Bafai, in Numidia, nel 394 d.C. parteciparono ben 310 vescovi donatisti.

## Storia
Il sostegno dato dai donatisti al ribelle berbero Gildone, sconfitto da Stilicone nel 398, spinse le autorità imperiali a reagire con una dura politica repressiva contro di loro. Nel 406 l'imperatore Onorio, attraverso l'Editto di Unione, assimilò i donatisti agli eretici, e come tali li sottomise a pesanti sanzioni (divieto di assembramento, confisca dei luoghi di culto, minaccia di esilio per i membri del clero, espulsione dalle città e confisca delle terre). L'imperatore munì i suoi funzionari di leggi speciali che avevano lo scopo di eliminare completamente la Chiesa.
Tuttavia la gerarchia cattolica non aveva rinunciato alla speranza di poter giungere ad una soluzione pacifica dello scisma. Verso la fine del 410 una delegazione cattolica ottenne l'accordo dell'imperatore per organizzare una conferenza comune di tutto l'episcopato nordafricano. L'imperatore diede incarico al senatore Marcellino di organizzare i preparativi per la conferenza. Lo stesso Marcellino doveva esserne arbitro e giudice. Con lettera del primo giugno 411, Marcellino invitò alla conferenza i vescovi delle due confessioni, assicurando imparzialità di giudizio.
Alla conferenza di Cartagine parteciparono 285 vescovi donatisti e 286 vescovi cattolici. Tutte delle grandi città africane, tranne Leptis Magna, erano rappresentata da due vescovi; le piccole città dell'Africa Proconsolare erano a maggioranza cattoliche quelle della Numidia e della Bizacena donatiste. 
Un ruolo fondamentale nel dibattito fu svolto da Agostino, vescovo di Ippona, che si soffermò, in particolare, sul rapporto ministro-sacramenti, affermando che chi ribattezza "pone la propria speranza in un uomo" e non in Cristo, vero auctor sacramenti.
Inoltre, argomentò Agostino, i sacramenti impartiti dai donatisti, anche se sono validi, non sono però fruttuosi, a causa della loro posizione scismatica. Infatti mancano della grazia santificante dello Spirito Santo, che opera solo nella Chiesa unita e non agisce nelle comunità separate.
A tarda sera Marcellino emanò il verdetto secondo cui i donatisti erano stati confutati. Questa decisione fu confermata da Onorio con editto del 30 gennaio 412.

### Fonti antiche
Agostino descrisse gli atti del concilio in diverse opere scritte appositamente per questa occasione:
- Interventi alla conferenza di Cartagine ;
- Sommario della conferenza con i Donatisti ;
- Ai Donatisti dopo la conferenza .

L'edizione critica degli atti della conferenza sono pubblicati da Serge Lancel:
- (FR)  Serge Lancel, Actes de la Conférence de Carthage en 411, 4 vol., Paris, 1972-1991

### Fonti moderne
- (FR)  Auguste Audollent, Carthage romaine, Paris 1901, pp. 525-527

| Controllo di autorità | VIAF (EN) 143824413 · ISNI (EN) 0000 0000 9725 1180 · SBN CFIV334002 · LCCN (EN) n94055507 · BNF (FR) cb118752435 (data) · J9U (EN, HE) 987007260170705171 |